# Jan Saudek

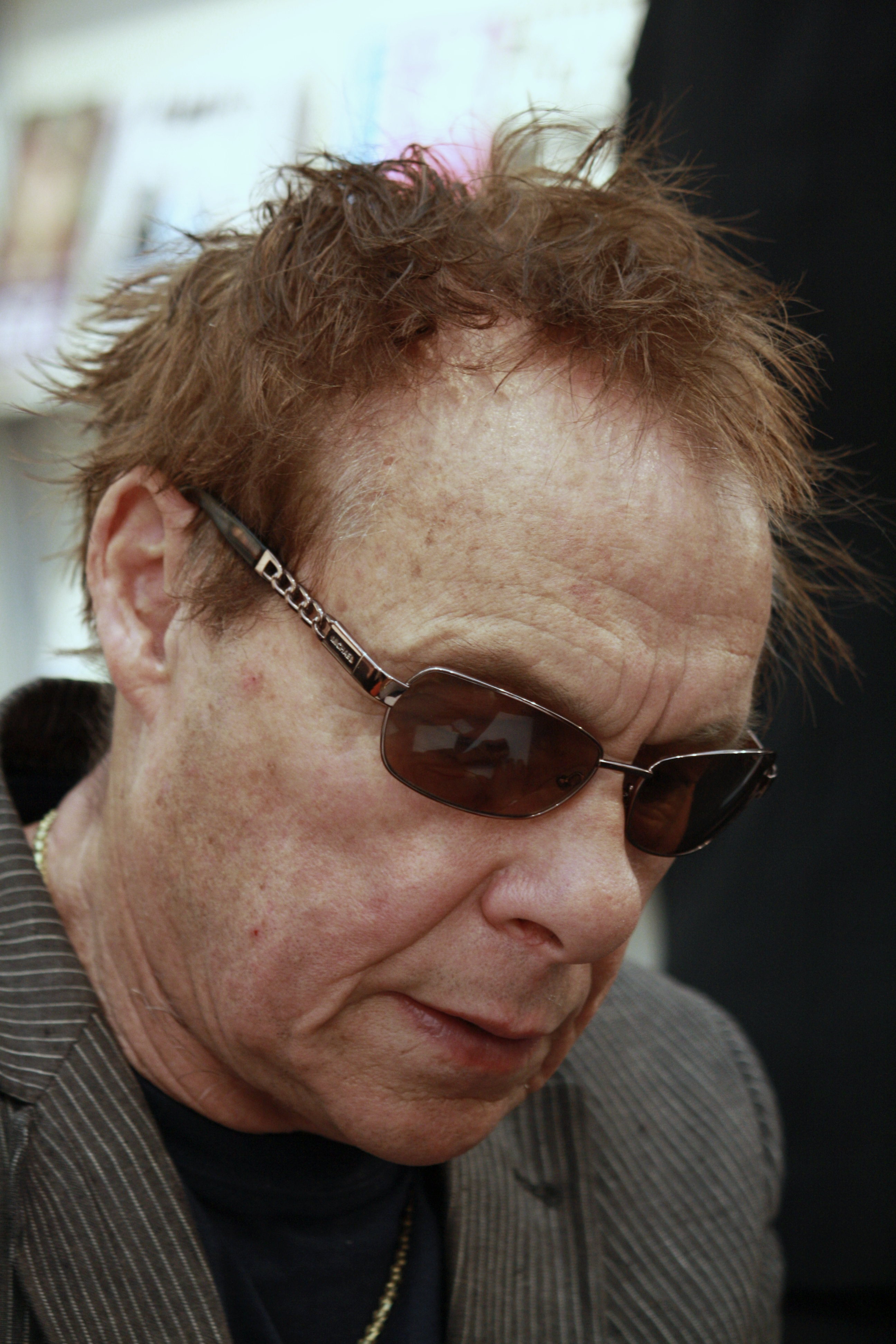
Jan Saudek

Jan Saudek (Praag, 13 mei 1935) is een Tsjechische kunstfotograaf.

## Leven
Saudeks vader was joods en daardoor belandden Jan en zijn broer Karel - later een beroemd striptekenaar - in een kinderconcentratiekamp in de buurt van de Poolse grens. Zijn familie is grotendeels omgekomen in het concentratiekamp Theresienstadt. Na de oorlog werkte hij bij een drukker. Na het voltooien van zijn dienstplicht raakte hij geïnspireerd door Edward Steichens Family of Man-expositie en wilde hij kunstfotograaf worden. In 1969 vertrok hij naar de Verenigde Staten en kreeg hij bijval voor zijn werk van Hugh Edwards, curator van het Art Institute of Chicago.
Eenmaal terug in Praag werkte hij op een fabriek en in zijn vrije tijd maakte hij zijn foto's in een kelder om zo min mogelijk de aandacht te trekken van de geheime dienst. Mede omdat zijn werk thema's aansneed van vrije erotiek aangevuld met politieke symbolen van corruptie en onschuld. Rond 1970 werd hij in het Westen gezien als een leidende Tsjechische fotograaf en kreeg hij in eigen land ook steeds meer bewonderaars. In 1983 kwam zijn eerste boek uit, alleen in het Engels en uitgegeven in het Westen. Naar aanleiding hiervan kreeg hij van de communistische autoriteiten toestemming om zich volledig op de fotografie te storten en zijn baan als fabrieksarbeider op te zeggen. In 1987 nam de politie nog wel zijn negatieven in beslag maar deze werden later weer teruggegeven.
Jan Saudek woont en werkt tegenwoordig in Praag.

## Werk
Hij is het bekendst geworden met zijn bijgekleurde foto's van dromerige werelden die gevuld zijn met naakte of halfnaakte figuren tegen een afgebladderde muur, waarbij vaak dezelfde elementen en symbolen terugkomen. Deels was dit uit pure noodzaak omdat hij alleen de kelder tot zijn beschikking had en niet veel spullen hierin kwijt kon. Zijn foto's doen denken aan de erotische fotografie uit het midden van de 19e eeuw en aan het werk van schilders als Balthus en Bernard Faucon. In zijn beginperiode gaat het vooral om het voorstellen van de jeugd, later verschuift het thema naar de ontwikkeling van jeugd naar volwassenheid en ouderdom (waarbij hij het onderwerp in dezelfde compositie over verschillende jaren volgt). Religie en de dubbelzinnigheid tussen man en vrouw zijn ook terugkerende thema's in het werk van Jan Saudek. Zijn werk werd in de jaren negentig van de 20ste eeuw het onderwerp voor censuur in het Westen. 
Sommige van zijn foto's verschenen op albumhoezen. Zoals Anorexia Nervosa (New Obscurantis Order), Soul Asylum (Grave Dancers Union), Daniel Lanois (For the Beauty of Wynona), Blaudzun (Promises Of No Man's Land) en Beautiful South (Welcome to the Beautiful South).

## Boeken
- Jan Saudek (1998, Taschen)
- Jan Saudek, Life, love, death & other such trifles. Art Unlimited, 1991.
- Pouta lásky (Chains of Love)
- Saudek. Prague: Slovart
- Saudek, Jan: Ženatý, svobodný, rozvedený, vdovec. Prague: Slovart, 2000
- Saudek, Jan: Národní divadlo 2006/07. National Theatre 2006/07 Season. Prague: Národní divadlo, 2007

## Films

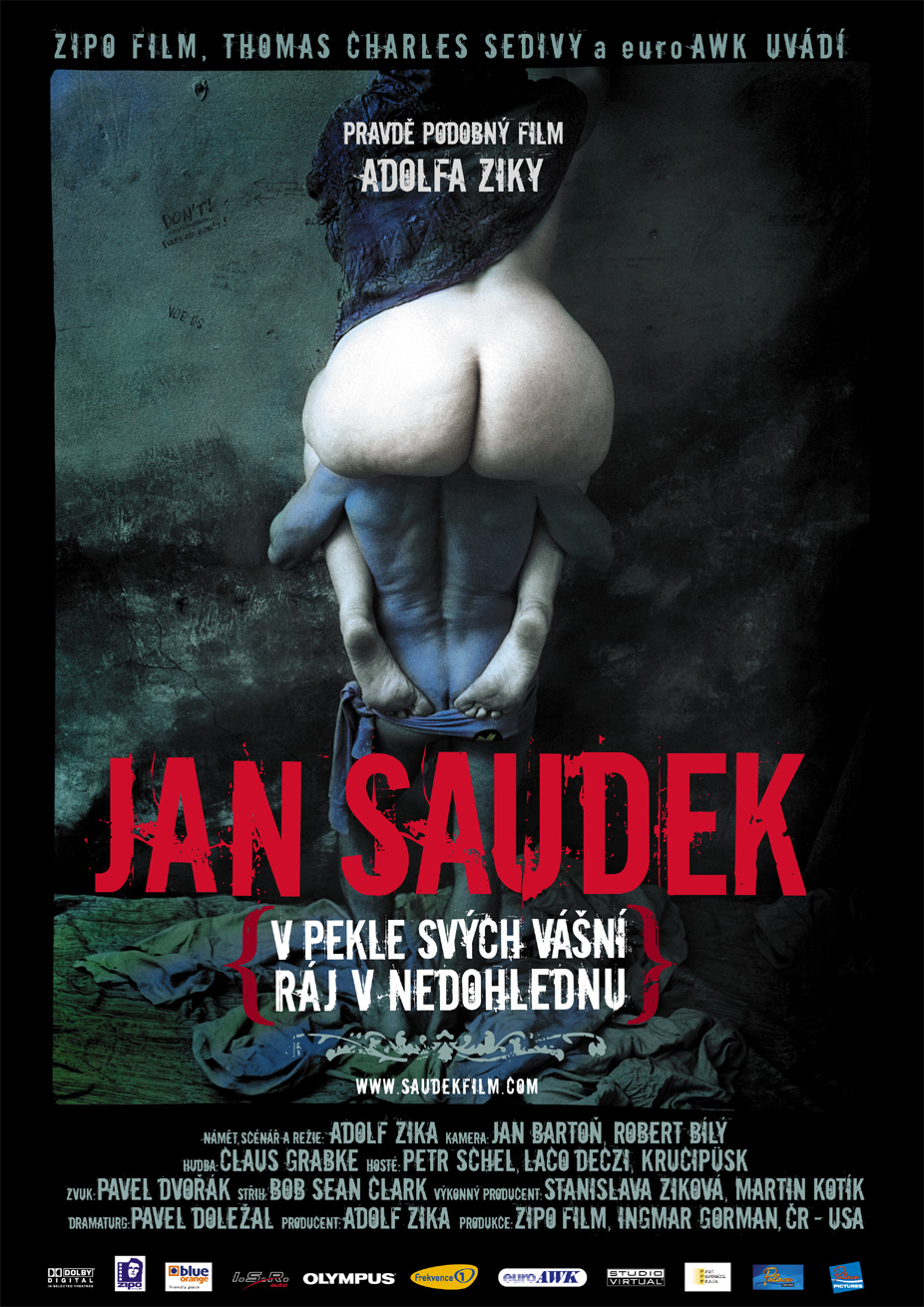
Filmposter van de film Bound by Passion

- Jan Saudek: Prague Printemps (1990), (door Jerome de Missolz)
- Jan Saudek: Bound by Passion (2008), (door Adolf Zika)